# جوان أرنولد
جوان أرنولد (بالإنجليزية: Joanne Arnold)‏ هي عارضة وممثلة أمريكية، ولدت في 1 أبريل 1931 في الولايات المتحدة، وتوفيت في 2006. من الجوائز التي نالتها بلاي بوي بلاي ميت سنة 1954.

## جوائز
- بلاي بوي بلاي ميت (1954)

## وصلات خارجية
- جوان أرنولد على موقع IMDb (الإنجليزية)
- جوان أرنولد على موقع قاعدة بيانات الفيلم (الإنجليزية)
- جوان أرنولد على موقع قاعدة بيانات الفيلم (الإنجليزية)